# オレクサンドル・メレシュコ
オレクサンドル・オレクサンドロヴィチ・メレシュコ（ウクライナ語: Мережко, Александр Александрович、1971年2月14日 - ）は、ウクライナの法学者、法学博士、教授。
元キーウ言語大学の法学部長。2019年のウクライナ大統領選挙でのウォロディミル・ゼレンスキーのチームの一員。
2019年の国民議員選挙で「国民の僕」政党の候補者リストの85番目として立候補した。
国家安全問題委員会委員であり、ボグダン・ヤレメンコに変わって2020年1月17日からは外交問題委員会委員長を務めている。また、民事法及び行政法の下部委員会委員長であり、欧州議会常任代表団の一員である。
2019年5月19日から、ウクライナ議会における調査委員会の一員として、国家主権、領土完全性、ウクライナの不可侵および国家安全脅威に関わった可能性のある政府機関代表者やその他の個人の違法行為を調査している。
また、欧州評議会副会長として選ばれ、三方面連絡グループ参加の代表団次長を務めていた。